# (2011) Veteraniya
(2011) Veteraniya (1970 QB1; 1955 RE; 1955 SN1; 1959 UA) ist ein Asteroid des Hauptgürtels, der am 30. August 1970 von Tamara Michailowna Smirnowa im Krim-Observatorium entdeckt wurde.

## Benennung
Der Asteroid wurde zur Ehrung der sowjetischen Veteranen des Deutsch-Sowjetischen Kriegs (eng.: Great Patriotic War) benannt.